# NGC 2708
NGC 2708 = NGC 2727 ist eine Spiralgalaxie mit ausgedehnten Sternentstehungsgebieten vom Hubble-Typ Sb im Sternbild Hydra südlich des Himmelsäquators. Sie ist schätzungsweise 82 Millionen Lichtjahre von der Milchstraße entfernt und hat einen Durchmesser von etwa 70.000 Lj. 

Im selben Himmelsareal befinden sich u. a. die Galaxien NGC 2697, NGC 2698, NGC 2699, NGC 2709.
Das Objekt wurde am 6. Januar 1785 von William Herschel entdeckt.
Am 1. Januar 2023 wurde in NGC 2708 die Supernova SN 2023bee entdeckt.

## NGC 2708-Gruppe (LGG 164)
| Galaxie  | Alternativname | Entfernung/Mio. Lj |
| -------- | -------------- | ------------------ |
| NGC 2708 | PGC 25097      | 82                 |
| NGC 2695 | PGC 25003      | 74                 |
| NGC 2699 | PGC 25075      | 76                 |
| NGC 2706 | PGC 25102      | 66                 |